# Elberta (Utah)
Elberta és una concentració de població designada pel cens dels Estats Units a l'estat de Utah. Segons el cens del 2000 tenia 278 habitants.

## Demografia
Segons el cens del 2000, Elberta tenia 278 habitants, 56 habitatges, i 53 famílies. La densitat de població era de 7,7 habitants per km².
Dels 56 habitatges en un 62,5% hi vivien nens de menys de 18 anys, en un 82,1% hi vivien parelles casades, en un 12,5% dones solteres, i en un 3,6% no eren unitats familiars. En el 3,6% dels habitatges hi vivien persones soles el 3,6% de les quals corresponia a persones de 65 anys o més que vivien soles. El nombre mitjà de persones vivint en cada habitatge era de 4,27 i el nombre mitjà de persones que vivien en cada família era de 4,26.
Per edats la població es repartia de la següent manera: un 41,7% tenia menys de 18 anys, un 13,3% entre 18 i 24, un 24,8% entre 25 i 44, un 14,7% de 45 a 60 i un 5,4% 65 anys o més.
L'edat mediana era de 23 anys. Per cada 100 dones de 18 o més anys hi havia 113,2 homes.
La renda mediana per habitatge era de 45.313 $ i la renda mediana per família de 45.313 $. Els homes tenien una renda mediana de 26.250 $ mentre que les dones 16.250 $. La renda per capita de la població era de 9.356 $. Cap de les famílies i el 12,9% de la població estaven per davall del llindar de pobresa.

## Poblacions més properes
El següent diagrama mostra les poblacions més properes.